# Mauro Javier Cárdenas
Mauro Javier Cárdenas (Guayaquil) es un escritor ecuatoriano.

## Carrera
Cárdenas nació y se crio en la ciudad de Guayaquil y estudió economía en la Universidad Stanford. Su novela debut Los revolucionarios lo intentan de nuevo fue publicada en 2016. Ese mismo año recibió un Premio Joseph Henry por el manuscrito The Other Graces by Asimov. En 2017 fue incluido en la lista Bogotá39, una selección de los escritores jóvenes más destacados de Latinoamérica.